# Mufulira
 (juillet 2011).
Si vous disposez d'ouvrages ou d'articles de référence ou si vous connaissez des sites web de qualité traitant du thème abordé ici, merci de compléter l'article en donnant les références utiles à sa vérifiabilité et en les liant à la section « Notes et références ».
Mufulira est une ville de la province de Copperbelt en Zambie. Sa population s'élève à 151 309 habitants en 2010.

## Géographie
La ville est au nord de la Copperbelt, à quelques kilomètres de la frontière congolaise et une quarantaine de kilomètres au nord de Kitwe.

## Histoire
Mufulira doit sa croissance récente à l'extraction minière du cuivre et sa métallurgie, comme la plupart des villes de la Copperbelt.

## Activités

### Sports
- Mufulira Wanderers Football Club

## Personnalités

### Nées dans la ville
- Mike Harris (né en 1939), pilote automobile
- Levy Mwanawasa (né en 1948), président de la République de Zambie
- Kalusha Bwalya (né en 1963), footballeur et entraîneur
- Dafydd James (né en 1975), joueur de rugby à XV gallois
- Robert Earnshaw (né en 1981), footballeur gallois

- (voir aussi Catégorie:Naissance à Mufulira)